# Sibatu Loting
Sibatu Loting is een bestuurslaag in het regentschap Padang Lawas van de provincie Noord-Sumatra, Indonesië. Sibatu Loting telt 598 inwoners (volkstelling 2010).